# ماركوس ميلجاريجو
ماركوس ميلجاريجو (بالإسبانية: Marcos Melgarejo)‏ هو مدرب كرة قدم ولاعب كرة قدم باراغواياني في مركز الوسط، ولد في 3 أكتوبر 1986 في أسونسيون في باراغواي. شارك مع منتخب باراغواي لكرة القدم. أما مع النوادي، فقد لعب مع ديبورتيس توليما ونادي ليبرتاد وناسيونال أسونسيون.

## وصلات خارجية
- ماركوس ميلجاريجو على موقع قاعدة بيانات كرة القدم.إي يو (الإنجليزية)
- ماركوس ميلجاريجو على موقع ناشيونال فوتبول تيمز (الإنجليزية)
- ماركوس ميلجاريجو على موقع Soccerway.com (الإنجليزية)
- ماركوس ميلجاريجو على موقع AS.com (الإسبانية)